# Lee June-seo
Lee June-seo (Daejeon, 3 juni 2000) is een Zuid-Koreaans shorttracker.

## Biografie
Lee begon op tienjarige leeftijd met shorttrack. In 2018 nam Lee deel aan de wereldkampioenschappen junioren. Hij werd wereldkampioen op de 500 meter en behaalde een bronzen plak op de 1000 meter. Dit leverde hem een tweede plek in het eindklassement op. Een jaar later debuteerde Lee op het reguliere WK. Hij won individueel brons op de 1500 meter en werd zevende in het eindklassement. Hij behaalde tevens met de Koreaanse estafetteploeg een gouden medaille. De ploeg bestond naast Lee verder uit Hwang Dae-heon, Lim Hyo-jun en Park Ji-won. In 2020 pakte Lee met de estafetteploeg goud op de viercontinentenkampioenschappen van dat jaar, dit keer met Kim Dag-yeom in de ploeg in plaats van Lim.
Tijdens de Olympische Winterspelen 2022 in Peking reed Lee alle individuele afstanden. Op de 500 en 1000 meter strandde hij vroegtijdig door penalty's. Op de 1500 meter haalde hij wel de finale, waarin hij vijfde werd. Het goud ging naar landgenoot Hwang. Lee won later in het toernooi met de Zuid-Koreaanse mannenaflossingsploeg de zilveren medaille. Twee maanden later, tijdens de WK 2022 werd Lee met de aflossingploeg (Lee, Park In-wook, Han Seung-soo, Kwak Yoon-gy) wereldkampioen. Individueel behaalde hij zilver over 1000 meter. Bovendien kwam hij in de superfinale als tweede over de streep, wat genoeg was voor een bronzen medaille in het eindklassement.